# 아이러니스트의 사적인 진리
아이러니스트의 사적인 진리는 이유선이 집필한 대한민국의 책이다. 2008년 라티오에서 출간되었다. 

## 개요
이 책은 저자가 혜화당에서 발행되는 문예지인 《정신과 표현》에 〈문학과 철학의 만남〉이라는 제목으로 기고한 원고를 모은 것으로 저자는 일상에서 발견되는 철학적 문제에 대한 저자의 견해로 문학 작품을 해석한다. 저자는 이 책에 적용된 철학적 견해는 리처드 로티의 철학을 자기 나름대로 해석한 것이라고 서문에서 밝히고 있다.